# Comuna de Bukowina Tatrzańska
Bukowina Tatrzańska (polaco: Gmina Bukowina Tatrzańska) é uma gminy (comuna) na Polónia, na voivodia de Pequena Polónia e no condado de Tatrzański. A sede do condado é a cidade de Rzepiska.
De acordo com os censos de 2004, a comuna tem 12 274 habitantes, com uma densidade 93,1 hab/km².

## Área
Estende-se por uma área de 131,84 km², incluindo:
- área agricola: 46%
- área florestal: 47%

## Demografia
Dados de 30 de Junho 2004:
|                      | Total   | Total | Mulheres | Mulheres | Homens  | Homens |
| -------------------- | ------- | ----- | -------- | -------- | ------- | ------ |
|                      | pessoas | %     | pessoas  | %        | pessoas | %      |
| População            | 12 274  | 100   | 6127     | 49,9     | 6147    | 50,1   |
| Densidade (pop./km²) | 93,1    | 100   | 46,5     | 46,5     | 46,6    | 46,6   |

De acordo com dados de 2002, o rendimento médio per capita ascendia a 1315,41 zł.

## Comunas vizinhas
- Biały Dunajec, Łapsze Niżne, Nowy Targ, Poronin, Szaflary, Zakopane.